# Motobécane
Motobécane és una històrica marca francesa de bicicletes, motocicletes i ciclomotors, especialment coneguda pels seus models Mobylette i Solex. El nom de la marca és un compost de "moto" i "bécane", forma popular de "bicicleta" en francès. Durant anys, Motobécane va ser un dels fabricants de vehicles de dues rodes més grans del món.
L'empresa fabricant, Usines Motoconfort -més tard, Usines Motobécane i Motobécane S.A.- va ser fundada per Abel Bardin i Charles Benoît a Pantin (Sena Saint-Denis) el 1923 i va tenir activitat fins al 1982, en què va fer fallida. El 1983, Yamaha va adquirir l'empresa i a partir de 1984 va fer servir la marca MBK per als models que va començar a produir a la seva fàbrica de Saint-Quentin.

## Història

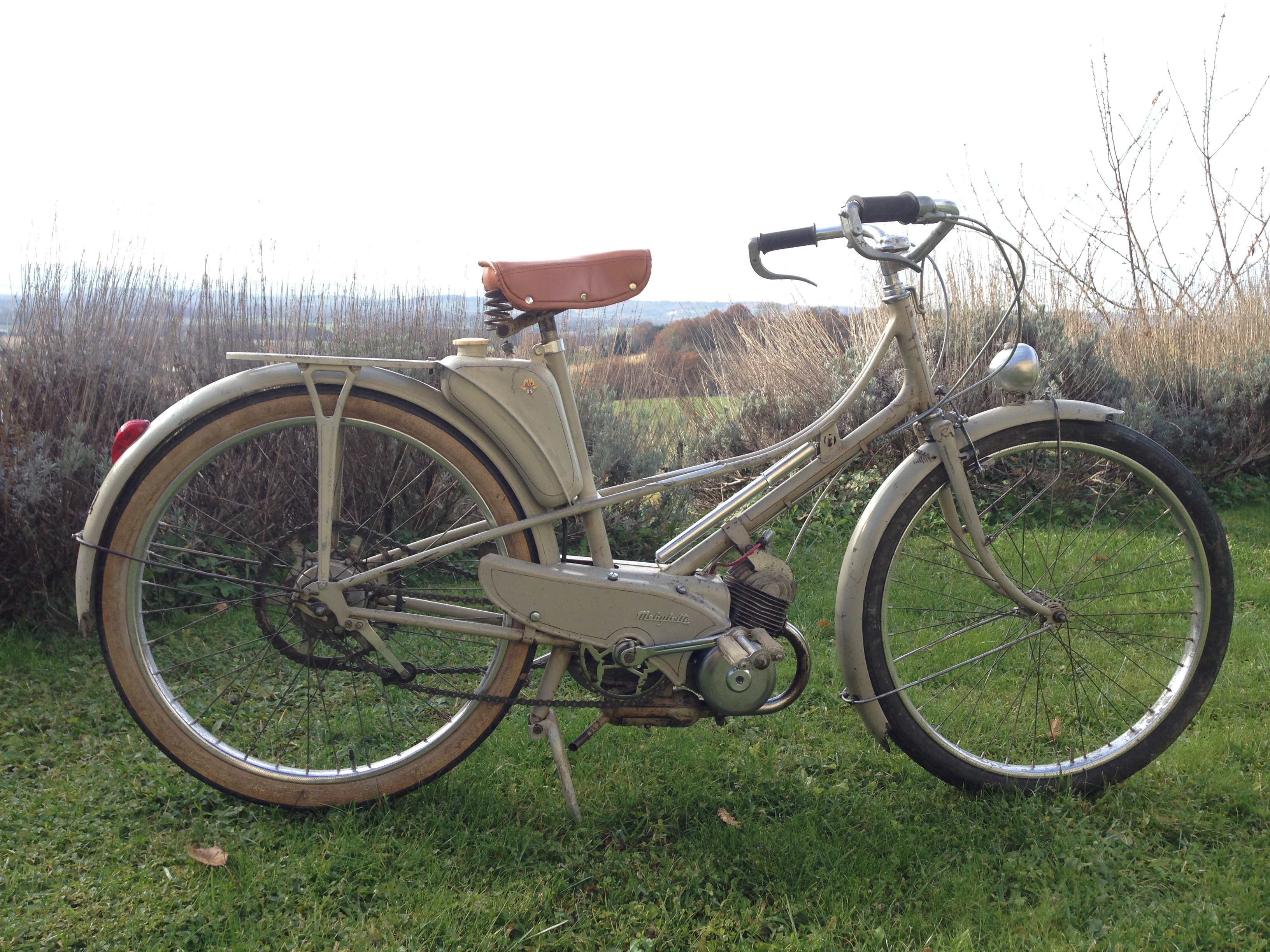
Una Mobylette AV33 de 1966

Bardin i Benoît van començar fabricant motocicletes lleugeres de dos temps fins que, al cap d'uns anys, en van fer de més pesades sota la marca "Confort" i, més tard, "Motoconfort". Motobécane va produir inicialment models de 98 a 344 cc de dos temps i de 346 a 498 cc de quatre temps. Aquests darrers duien motors Blackburne, mentre que els altres en duien del fabricant Zürcher.
A començaments de la dècada del 1930, l'empresa va llançar models més potents de 498 i 746 cc amb motors tetracilíndrics de quatre temps, entre d'altres, del fabricant JAP. A partir de 1945, un cop acabada la Segona Guerra Mundial, Motobécane es va concentrar en els models lleugers de dos temps. El 1949 es va presentar el que hauria de ser el seu model estrella, el ciclomotor Mobylette, del qual se'n van arribar a vendre milions d'unitats a tot el món. Els darrers models d'aquesta històrica gamma, anomenats 51 Super, AV88 i AV92, es van produir a Saint-Quentin el novembre de 2002, abans que Yamaha-MBK aturés definitivament la producció de les Mobylette.
El 1974, Motobécane va iniciar una col·laboració amb el grup De Tomaso (Moto Guzzi-Benelli). El 1977 es va construir un model de 350 cc sota la marca Motoconfort. El 1982 l'empresa va fer fallida i va ser adquirida el 1983 pel grup Yamaha, que el 1984 en va canviar el nom a MBK, una representació fonètica de la marca francesa. MBK és actualment coneguda per la seva gamma d'escúters.

## Marques relacionades

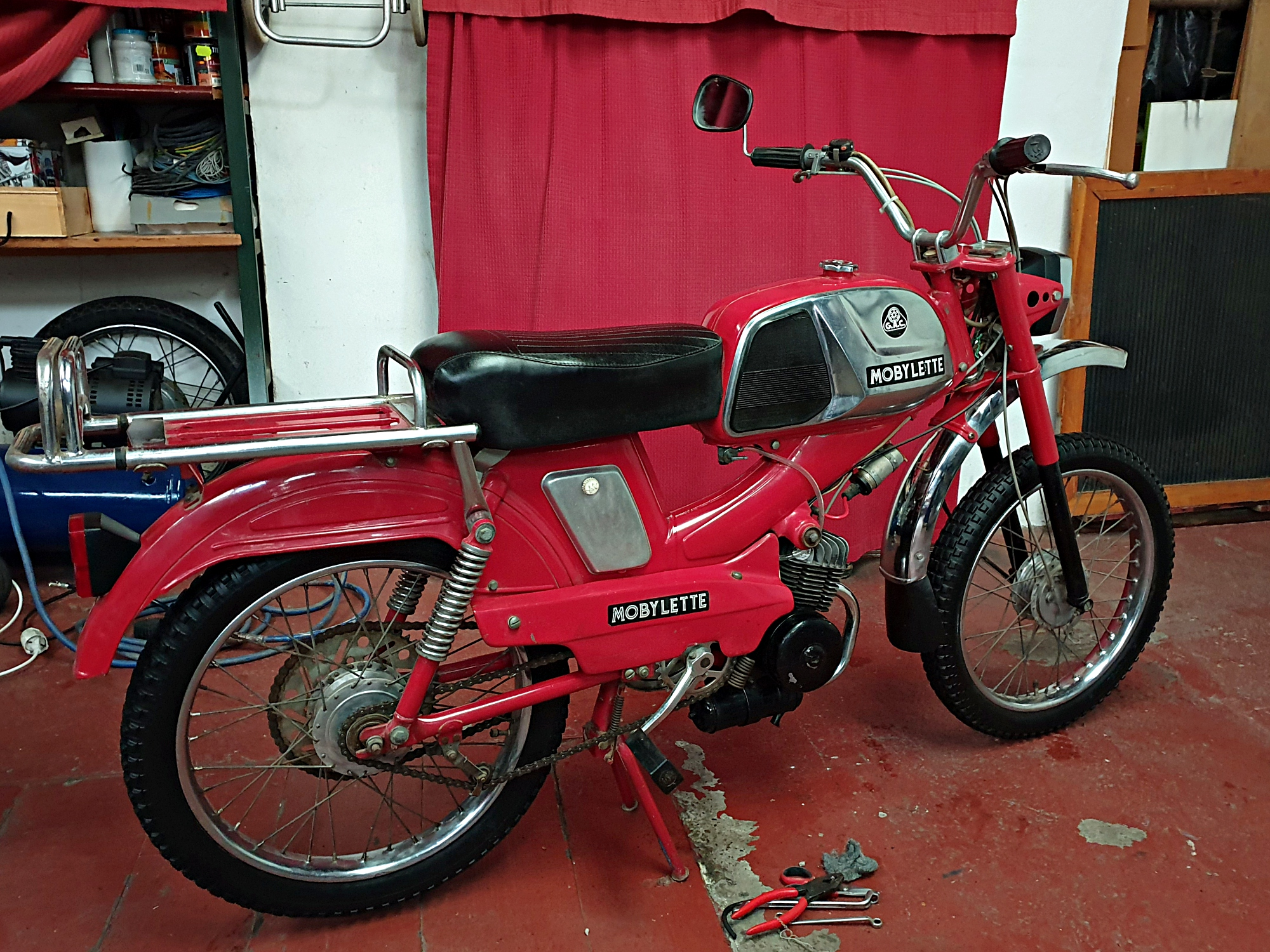
Una G.A.C. Mobylette Campera dels volts de 1970, fabricada a Eibar

La marca Motoconfort fa temps que existeix com a empresa germana de Motobécane (els models eren els mateixos, però els números de model sovint diferien per una lletra). També hi ha una marca de bicicletes nord-americana, "Motobecane USA", que no té cap connexió amb l'empresa francesa original tret del nom de la marca.
Entre 1965 i 1973, els models AV40, AV50, SP93 i SP98 dels ciclomotors Mobylette els va muntar i comercialitzar als Països Baixos l'empresa Unikap NV de Den Hulst sota la marca "Kaptein Mobylette". Els bastidors, les rodes, els motors i altres peces es produïen a França, mentre que els pneumàtics els subministrava específicament per al mercat holandès el fabricant Vredestein com a pneumàtics de ciclomotor tipus "M". Als Països Baixos, la Mobylette es va vendre amb la seva pròpia marca "Motobécane" a través de la xarxa de distribuïdors Mobylette fins a mitjan 1979.
A l'estat espanyol, l'empresa basca G.A.C. ("Garate, Anitua y Compañía") va produir sota llicència els ciclomotors Mobylette a Eibar entre el 1954 i el 2002.